# Xenylla spinosissima
Xenylla spinosissima är en urinsektsart som beskrevs av Judith Najt och P.P. Rubio 1978. Xenylla spinosissima ingår i släktet Xenylla och familjen Hypogastruridae. Inga underarter finns listade i Catalogue of Life.